# ACプラート
ACプラート（Associazione Calcio Prato）はイタリア・トスカーナ州プラートを本拠地とするサッカークラブチーム。2018-19シーズンはセリエDに所属している。

## 歴史
1908年、SSエミリオ・ルンギ（Società Sportiva Emilio Lunghi）として創設され、3年後にプラートSC（Prato Sport Club）と名前を変える。セリエA発足前年の1928-29シーズンに、1部相当の全国リーグ（Divisione Nazionale）に所属したが、以降トップリーグへの昇格はない。
1937年には現在の名称ACプラートになり、1940-60年代には度々セリエBにも昇格を果たす。しかし、2年以上続けて残留したことはなく、そのセリエBからも1963-64シーズンを最後に遠ざかっている。それでも、セリエCレベルでは安定した成績を残しており、1964年以降ではセリエDに降格していた1974-77年の3シーズンを除いて、セリエC1（レガ・プロ・プリマ・ディヴィジオーネ）、C2（レガ・プロ・セコンダ・ディヴィジオーネ）に参戦し続けている。

## タイトル

### 国内タイトル
- コッパ・イタリア・セリエC：1回
  - 2000-01

### 国際タイトル
なし

## 過去の成績
- 2000-01 セリエC2・ジローネB 4位
- 2001-02 セリエC2・ジローネA 1位 C1昇格
- 2002-03 セリエC1・ジローネA 8位
- 2003-04 セリエC1・ジローネA 17位
- 2004-05 セリエC1・ジローネA 19位 C2降格
- 2005-06 セリエC2・ジローネB 15位
- 2006-07 セリエC2・ジローネB 9位
- 2007-08 セリエC2・ジローネB 8位
- 2008-09 レガ・プロ・セコンダ・ディヴィジオーネ (旧C2)・ジローネB 5位
- 2009-10 レガ・プロ・セコンダ・ディヴィジオーネ・ジローネB 6位
- 2010-11 レガ・プロ・セコンダ・ディヴィジオーネ・ジローネB 3位 プレイオフ敗退も、繰り上げによりプリマ昇格
- 2011-12 レガ・プロ・プリマ・ディヴィジオーネ・ジローネB 14位
- 2012-13 レガ・プロ・プリマ・ディヴィジオーネ・ジローネB 12位
- 2013-14 レガ・プロ・プリマ・ディヴィジオーネ・ジローネB 10位
- 2014-15 レガ・プロ・ジローネB 15位
- 2015-16 レガ・プロ・ジローネB

## 歴代監督
- エンツォ・ベアルツォット 1968-1969
- ピエルパオロ・ビゾーリ 2005-2007

## 歴代所属選手
- ロベルト・ボニンセーニャ 1963-1964
- パオロ・トラメッツァーニ 1989-1990
- クリスティアン・ヴィエリ 1989-1990（下部組織）
- カルロ・クディチーニ 1995-1996
- マッシモ・オッド 1996-1997
- ニコラ・レグロッターリエ 1997-1998
- マッシモ・マッカローネ 1998-1999, 1999-2000
- アレッサンドロ・ディアマンティ 1997-2004（下部組織を含む）
- ルカ・アントニーニ 2001-2002